# Marcelo Ríos
Marcelo Andrés Ríos Mayorga (Santiago del Cile, 26 dicembre 1975) è un ex tennista cileno.
È noto per avere ricoperto per sei settimane complessive la posizione numero uno della classifica mondiale pur senza avere mai vinto in carriera un titolo del Grande Slam.
Soprannominato El Chino (Il cinese) e El zurdo de Vitacura (Il mancino di Vitacura) fu il primo tennista latinoamericano a raggiungere la testa del ranking ATP nell'Era Open e vinse complessivamente 18 tornei del circuito maggiore.
Si ritirò a 29 anni nel 2004 a causa di un infortunio alla schiena

## Biografia
Nato il 26 dicembre 1975 a Santiago, figlio di un uomo d'affari e di un'insegnante, ha una sorella maggiore di nome Paula.
Nel 2000 si sposa con la costaricana Giuliana Sotela, che aveva conosciuto all'accademia di Nick Bollettieri. Dal rapporto tra i due nasce una figlia nel 2001, Constanza. Il matrimonio finisce nel 2004.
Si sposa per la seconda volta nel 2005 con la modella cilena María Eugenia Larraín, ex-fidanzata di Iván Zamorano. Anche questo matrimonio non durò molto, con annunci pubblici della separazione. Rios definì il suo secondo matrimonio come il più grande errore della sua vita.
Nel 2009 si sposa con Paula Pavic, nel 2008 nasce la prima figlia della coppia, Isidora, mentre nel 2010 nasce la seconda, Colomba.

## Carriera
Comincia a giocare nel circuito ATP nel 1994. L'anno successivo raggiunge 4 finali: vince a Bologna, Amsterdam e Kuala Lumpur ma perde a Santiago del Cile contro Sláva Doseděl.
Nel 1996 raggiunge 3 finali, ma riesce a vincere solo a St. Pölten. Perde per la seconda volta in finale il torneo di Santiago, questa volta contro l'argentino Hernán Gumy. Il 1997 incomincia con il primo quarto di finale in un torneo dello Slam. Agli Australian Open infatti supera agilmente Petr Korda, Michael Joyce e Gilbert Schaller nei primi turni per poi dar vita ad un'autentica battaglia contro Thomas Enqvist. Dopo cinque set con due tie-break Ríos riesce ad avere la meglio dell'avversario ma nei quarti si trova di fronte Michael Chang, testa di serie numero uno, che lo elimina in tre set. Dopo il risultato al torneo australiano riesce ad entrare per la prima volta nella top-10, precisamente al numero 7.
Nella stessa stagione arriva per due volte alla finale di un Masters Series, prima a Montecarlo dove sconfigge in finale Àlex Corretja e il secondo poche settimane dopo a Roma dove Corretja si prende la rivincita battendolo in 3 set. Agli US Open 1997 ripete il risultato degli Australian Open e raggiunge nuovamente i quarti di finale. Sulla sua strada però incontra nuovamente Chang e, seppure in un match più equilibrato durato cinque set, viene eliminato nuovamente dall'americano. Chiuderà l'anno al decimo posto in classifica. Ad inizio 1998 vince l'Heineken Open e agli Australian Open 1998 raggiunge a sorpresa la finale senza aver affrontato una testa di serie nel suo percorso. Nell'incontro decisivo viene però sconfitto nettamente da Petr Korda con un triplo 6-2. Nonostante la dolorosa sconfitta riesce a salire di tre posizioni in classifica raggiungendo quindi il quinto posto.
A marzo vince ben due Masters Series, prima ad Indian Wells dove sconfigge in quattro set Greg Rusedski e poi a Miami dove ha la meglio su Andre Agassi. Grazie a questa doppia vittoria il 30 marzo raggiunge la prima posizione in classifica, superando Pete Sampras. Dopo quattro settimane è costretto a cedere la testa della classifica a Sampras, complici le vittorie dello statunitense. Agli Internazionali d'Italia 1998 arriva in finale dopo aver sconfitto avversari di livello come Tim Henman, Thomas Muster, Richard Krajicek e Gustavo Kuerten ma nel match per il titolo il suo avversario Albert Costa non è sceso in campo per un infortunio e ha lasciato quindi il titolo a Rios. Sempre a maggio vince a St. Pölten contro Vince Spadea. Al Roland Garros viene sconfitto nei quarti di finale da Carlos Moyá, futuro vincitore del torneo parigino. Il 10 agosto riconquista la testa della classifica ma dopo due settimane viene superato da Sampras, non raggiungerà mai più la prima posizione chiudendo quindi a sei settimane la sua permanenza alla vetta.
In ottobre vince la Grand Slam Cup sconfiggendo Agassi in un match lungo cinque set. Due settimane dopo al Singapore Open sconfigge in finale l'australiano Mark Woodforde in due set. Partecipa al Masters di fine anno ma non riesce a superare il girone eliminatorio anche perché si infortuna dopo il primo match, perso, contro Tim Henman e verrà quindi sostituito da Albert Costa. Nel 1999 si ritira per infortunio prima dell'inizio degli Australian Open, dove gli era stata assegnata la testa di serie numero 1. A maggio vince il Masters d'Amburgo dopo aver sconfitto in semifinale e in soli due set Carlos Moyá ed in finale Mariano Zabaleta dopo 5 set molto combattuti. Poche settimane dopo vince per la terza volta in carriera a St. Pölten, nuovamente contro Zabaleta che però si ritira per un infortunio prima della fine del set iniziale.
Al Roland Garros raggiunge i quarti di finale dove viene eliminato in quattro set da Dominik Hrbatý. Il 10 ottobre arriva in finale a Shangai ma dopo essere andato in vantaggio di un set viene sconfitto da Magnus Norman. Una settimana dopo vince il Singapore Open sconfiggendo in soli due set Mikael Tillström. Nel 2000 raggiunge una sola finale, ad Umago dove sconfigge in tre set l'argentino Mariano Puerta. L'anno successivo arriva gli ultimi due titoli della carriera, il primo ad inizio anno al Qatar Open ATP dove sconfigge in tre set Bohdan Ulihrach ed il secondo ad Hong Kong dove ha la meglio in due set su Rainer Schüttler. Agli Australian Open 2002 raggiunge l'ultimo risultato importante in un torneo dello Slam. Viene eliminato da Tommy Haas in un match lungo quattro set, tre dei quali finiti al tie-break. In ottobre raggiunge la finale a Stoccolma dove viene eliminato da Paradorn Srichaphan in quattro set.
Nel 2003 raggiunge per la quarta volta il torneo di Santiago ma viene sconfitto da David Sánchez dovendo rinunciare quindi a vincere il torneo di casa. Fa la sua ultima apparizione in un torneo dello slam al Roland Garros 2003, ma abbandona il campo per infortunio durante l'incontro del primo turno contro Mario Ančić. Si ritira nel 2004 a soli 29 anni a causa di persistenti problemi alla schiena, ma nel 2006 ha ripreso a giocare nel Champions Tour.

### Champions Tour
Debutta nel Champions Tour il 29 marzo 2006 e nel primo torneo, a Doha, sconfigge agilmente Thomas Muster, Henri Leconte, Pat Cash, e Cédric Pioline riuscendo a conquistare il titolo. La settimana successiva vince a Hong Kong e continuerà la serie fino a vincere sei tornei consecutivi. 
Il suo ingresso nel Senior Tour venne criticato perché Rios era significativamente più giovane degli altri ex giocatori. Chiude l'anno con una serie di venticinque vittorie consecutive ed il numero 1 in classifica. Diventa il primo giocatore della storia a essere stato alla testa della classifica da junior, professionista e senior.

## Caratteristiche tecniche
(John McEnroe durante la telecronca della semifinale tra Rios ed Agassi a Miami.)
Rios viene considerato da diversi critici, tennisti ed ex-tennisti come uno fra i più talentuosi giocatori di sempre e come il miglior giocatore a non aver vinto un torneo dello Slam.
Da mancino giocava con un potente rovescio a due mani ed un ottimo dritto. Riusciva a capire prima dove la pallina sarebbe finita e si muoveva di conseguenza riuscendo a colpirla in anticipo. Nei match lunghi cinque set invece faceva fatica a mantenere un alto livello di gioco a causa del fisico.
Aveva anche un'altissima sensibilità di tocco, dimostrata particolarmente nelle discese a rete.

## Fuori del campo
Per quanto il talento cristallino dimostrato in campo gli abbia garantito rispetto e fan, il rapporto con il grande pubblico non è mai stato dei migliori. In diverse occasioni si è rifiutato di firmare autografi al pubblico e ha sempre poco apprezzato le conferenze stampa. In un'occasione ha risposto a tutte le domande poste dai giornalisti usando monosillabi; in un'altra, quando il presidente cileno lo ha invitato a Palazzo per festeggiare la prima posizione in classifica e gli ha chiesto di dire qualche parola per i suoi tifosi, ha risposto "No, non voglio dire nulla". Commentò il torneo di Wimbledon dicendo che "l'erba è per mucche e per il gioco del calcio, ma non per il tennis".
Lontano dall'ambiente tennistico, è stato arrestato a Roma dopo aver colpito con un pugno un tassista ed avere opposto resistenza alla polizia arrivata sul posto. Ha inoltre investito il suo preparatore atletico con una jeep, mentre nel 1998 a Stoccarda ha preso una multa da 10.000 dollari per aver superato i limiti di velocità. È stato espulso da diversi locali pubblici a causa di atteggiamenti eccessivi e volgari rispetto ad altri clienti.

## Statistiche

### Singolare

#### Vittorie (18)
| Legenda                                                     |
| Grande Slam (0)                                             |
| Tennis Masters Cup (1)                                      |
| ATP Super 9 / Masters Series (5)                            |
| ATP Championship Series / ATP International Series Gold (2) |
| ATP World Series / ATP International Series (10)            |

| Legenda superfici |
| Cemento (7)       |
| Terra (9)         |
| Erba (0)          |
| Sintetico (2)     |

| Numero | Data              | Torneo                            | Superficie       | Avversario in finale | Punteggio                     |
| 1.     | 28 maggio 1995    | ATP Bologna Outdoor, Bologna      | Terra rossa      | Marcelo Filippini    | 6–2, 6–4                      |
| 2.     | 30 luglio 1995    | Dutch Open, Amsterdam             | Terra rossa      | Jan Siemerink        | 6–4, 7–5, 6–4                 |
| 3.     | 8 ottobre 1995    | Kuala Lumpur Open, Kuala Lumpur   | Sintetico indoor | Mark Philippoussis   | 7–6(6), 6–2                   |
| 4.     | 26 maggio 1996    | ATP Pörtschach, St. Poelten       | Terra rossa      | Félix Mantilla       | 6–2, 6–4                      |
| 5.     | 27 aprile 1997    | Monte Carlo Masters, Monte-Carlo  | Terra rossa      | Àlex Corretja        | 6–4, 6–3, 6–3                 |
| 6.     | 18 gennaio 1998   | Auckland Open, Auckland           | Cemento          | Richard Fromberg     | 4–6, 6–4, 7–6(3)              |
| 7.     | 15 marzo 1998     | Indian Wells Open, Indian Wells   | Cemento          | Greg Rusedski        | 6–3, 6(15)–7, 7–6(4), 6–4     |
| 8.     | 29 marzo 1998     | Lipton Championships, Miami       | Cemento          | Andre Agassi         | 7–5, 6–3, 6–4                 |
| 9.     | 17 maggio 1998    | Internazionali d'Italia, Roma     | Terra rossa      | Albert Costa         | Rit.                          |
| 10.    | 24 maggio 1998    | ATP Pörtschach, St. Poelten (2)   | Terra rossa      | Vince Spadea         | 6–2, 6–0                      |
| 11.    | 5 ottobre 1998    | Grand Slam Cup, Monaco di Baviera | Cemento          | Andre Agassi         | 6–4, 2–6, 7–6(1), 5–7, 6–3    |
| 12.    | 18 ottobre 1998   | Singapore Open, Singapore         | Sintetico indoor | Mark Woodforde       | 6–4, 6–2                      |
| 13.    | 9 maggio 1999     | Hamburg European Open, Amburgo    | Terra rossa      | Mariano Zabaleta     | 6(5)–7, 7–5, 5–7, 7–6(5), 6–2 |
| 14.    | 23 maggio 1999    | ATP Pörtschach, St. Poelten (2)   | Terra rossa      | Mariano Zabaleta     | 4–4, Rit.                     |
| 15.    | 17 ottobre 1999   | Singapore Open, Singapore (2)     | Cemento          | Mikael Tillström     | 6–2, 7–6(5)                   |
| 16.    | 23 luglio 2000    | Croatia Open Umag, Umago          | Terra rossa      | Mariano Puerta       | 7–6(1), 4–6, 6–3              |
| 17.    | 7 gennaio 2001    | Qatar Open ATP, Doha              | Cemento          | Bohdan Ulihrach      | 6–3, 2–6, 6–3                 |
| 18.    | 30 settembre 2001 | Hong Kong Open, Hong Kong         | Cemento          | Rainer Schüttler     | 7–6(3), 6–2                   |

#### Finali perse (13)
| Legenda                                                     |
| Grande Slam (1)                                             |
| Tennis Masters Cup (0)                                      |
| ATP Super 9 / Masters Series (2)                            |
| ATP Championship Series / ATP International Series Gold (1) |
| ATP World Series / ATP International Series (9)             |

| Numero | Data             | Torneo                                | Superficie  | Avversario in finale | Punteggio             |
| 1.     | 29 ottobre 1995  | Chile Open, Santiago del Cile         | Terra rossa | Sláva Doseděl        | 6(3)–7, 3–6           |
| 2.     | 10 marzo 1996    | Las Vegas Open, Scottsdale            | Cemento     | Wayne Ferreira       | 6–2, 3–6, 3–6         |
| 3.     | 21 aprile 1996   | Barcelona Open, Barcellona            | Terra rossa | Thomas Muster        | 3–6, 6–4, 4–6, 1–6    |
| 4.     | 10 novembre 1996 | Chile Open, Santiago del Cile (2)     | Terra rossa | Hernán Gumy          | 4–6, 5–7              |
| 5.     | 16 febbraio 1997 | Open 13, Marsiglia                    | Cemento     | Thomas Enqvist       | 4–6, 0–1, Rit.        |
| 6.     | 18 maggio 1997   | Internazionali d'Italia, Roma         | Terra rossa | Àlex Corretja        | 5–7, 5–7, 3–6         |
| 7.     | 24 agosto 1997   | U.S. Pro Tennis Championships, Boston | Cemento     | Sjeng Schalken       | 5–7, 3–6              |
| 8.     | 9 novembre 1997  | Chile Open, Santiago del Cile (3)     | Terra rossa | Julián Alonso        | 2–6, 1–6              |
| 9.     | 1º febbraio 1998 | Australian Open, Melbourne            | Cemento     | Petr Korda           | 2–6, 2–6, 2–6         |
| 10.    | 25 aprile 1999   | Monte Carlo Masters, Monte Carlo      | Terra rossa | Gustavo Kuerten      | 4–6, 1–2, Rit.        |
| 11.    | 10 ottobre 1999  | ATP Mumbai Open, Shanghai             | Cemento     | Magnus Norman        | 6–2, 3–6, 5–7         |
| 12.    | 27 ottobre 2002  | Stockholm Open, Stoccolma             | Cemento     | Paradorn Srichaphan  | 7–6(2), 0–6, 3–6, 2–6 |
| 13.    | 16 febbraio 2003 | Chile Open, Santiago del Cile (4)     | Terra rossa | David Sánchez        | 6–1, 3–6, 3–6         |

### Doppio

#### Vittorie (1)
| Numero | Data           | Torneo                | Superficie  | Compagno       | Avversari in finale      | Punteggio |
| 1.     | 30 luglio 1995 | Dutch Open, Amsterdam | Terra rossa | Sjeng Schalken | Wayne Arthurs Neil Broad | 7–6, 6–2  |

#### Finali perse (1)
| Numero | Data          | Torneo                     | Superficie | Compagno       | Avversari in finale         | Punteggio   |
| 1.     | 12 marzo 2001 | Las Vegas Open, Scottsdale | Cemento    | Sjeng Schalken | Donald Johnson Jared Palmer | 6(3)–7, 2-6 |

## Risultati in progressione
| Sigla | Risultato                        |
| ----- | -------------------------------- |
| V     | Vincitore                        |
| F     | Finalista                        |
| SF    | Semifinalista                    |
| QF    | Quarti di Finale                 |
| 4T    | Quarto turno                     |
| 3T    | Terzo turno                      |
| 2T    | Secondo turno                    |
| 1T    | Primo turno                      |
| RR    | Round Robin (World Finals)       |
| LQ    | Turno di Qualifica (Grande Slam) |
| A     | Assente                          |

| Legenda superfici    |
| Cemento              |
| Terra rossa          |
| Erba                 |
| Superficie variabile |

| Torneo                                          | Torneo                                          | 1994          | 1995          | 1996 | 1997          | 1998          | 1999          | 2000 | 2001          | 2002          | 2003          | Titoli               | V-S                  |  |  |  |
| Grande Slam                                     |                                                 |               |               |      |               |               |               |      |               |               |               |                      |                      |  |  |  |
| Australian Open, Melbourne                      | Australian Open, Melbourne                      | A             | A             | 1T   | QF            | F             | A             | A    | 1T            | QF            | A             | 0 / 5                | 14–5                 |  |  |  |
| Roland Garros, Parigi                           | Roland Garros, Parigi                           | 2T            | 2T            | 4T   | 4T            | QF            | QF            | 1T   | 2T            | A             | 1T            | 0 / 9                | 17–8                 |  |  |  |
| Wimbledon, Londra                               | Wimbledon, Londra                               | A             | 1T            | A    | 4T            | 1T            | A             | A    | A             | A             | A             | 0 / 3                | 3–3                  |  |  |  |
| US Open, New York                               | US Open, New York                               | 2T            | 1T            | 2T   | QF            | 3T            | 4T            | 3T   | 3T            | 3T            | A             | 0 / 9                | 17–9                 |  |  |  |
| Titoli                                          | Titoli                                          | 0             | 0             | 0    | 0             | 0             | 0             | 0    | 0             | 0             | 0             | 0 / 26               | N/A                  |  |  |  |
| Vittorie-Sconfitte                              | Vittorie-Sconfitte                              | 2–2           | 1–3           | 4–3  | 14–4          | 12–4          | 7–2           | 2–2  | 3–3           | 6–2           | 0–1           | N/A                  | 51–29                |  |  |  |
| ATP Tour World Championships/Tennis Masters Cup | ATP Tour World Championships/Tennis Masters Cup | -             | -             | -    | -             | RR            | -             | -    | -             | -             | -             | 0 / 1                | 0–1                  |  |  |  |
| Titoli                                          | Titoli                                          | 0             | 0             | 0    | 0             | 0             | 0             | 0    | 0             | 0             | 0             | 0 / 1                | N/A                  |  |  |  |
| Vittorie-Sconfitte                              | Vittorie-Sconfitte                              | -             | -             | -    | -             | 0-1           | -             | -    | -             | -             | -             | N/A                  | 0-1                  |  |  |  |
| Coppa Davis singolare                           |                                                 |               |               |      |               |               |               |      |               |               |               |                      |                      |  |  |  |
| Coppa Davis                                     | Coppa Davis                                     | -             | G1            | G1   | PO            | G1            | PO            | PO   | PO            | G1            | G1            | 0 / 9                | 24–11                |  |  |  |
| Giochi Olimpici                                 |                                                 |               |               |      |               |               |               |      |               |               |               |                      |                      |  |  |  |
| Giochi Olimpici                                 | Giochi Olimpici                                 | Non disputati | Non disputati | A    | Non disputati | Non disputati | Non disputati | 1T   | Non disputati | Non disputati | Non disputati | 0 / 1                | 0–1                  |  |  |  |
| ATP Super 9 (1993–1999)                         | Masters Series (1990-2008)                      |               |               |      |               |               |               |      |               |               |               |                      |                      |  |  |  |
| Indian Wells                                    | Indian Wells                                    | A             | 3T            | SF   | 2T            | V             | 3T            | 2T   | 1T            | 3T            | 2T            | 1 / 9                | 16–8                 |  |  |  |
| Miami                                           | Miami                                           | A             | 3T            | 3T   | 3T            | V             | 4T            | 4T   | 2T            | SF            | 4T            | 1 / 9                | 20–8                 |  |  |  |
| Monte Carlo                                     | Monte Carlo                                     | A             | LQ            | SF   | V             | A             | F             | 1T   | 2T            | 3T            | A             | 1 / 6                | 16–5                 |  |  |  |
| Roma                                            | Roma                                            | A             | 2T            | QF   | F             | V             | 1T            | 1T   | 2T            | A             | A             | 1 / 7                | 15–6                 |  |  |  |
| Amburgo                                         | Amburgo                                         | A             | A             | SF   | 3T            | 2T            | V             | SF   | 2T            | A             | A             | 1 / 6                | 14–5                 |  |  |  |
| Montreal / Toronto                              | Montreal / Toronto                              | A             | A             | SF   | A             | A             | A             | 3T   | A             | 3T            | A             | 0 / 3                | 7–3                  |  |  |  |
| Cincinnati                                      | Cincinnati                                      | A             | 1T            | A    | 3T            | 2T            | A             | 2T   | A             | 2T            | A             | 0 / 5                | 4–5                  |  |  |  |
| Madrid                                          | Madrid                                          | A             | A             | QF   | QF            | QF            | QF            | A    | 3T            | 2T            | A             | 0 / 6                | 11–6                 |  |  |  |
| Parigi                                          | Parigi                                          | A             | A             | 2T   | 2T            | QF            | 2T            | A    | A             | 1T            | A             | 0 / 5                | 2–5                  |  |  |  |
| Masters V-S                                     | Masters V-S                                     | 0–0           | 5–4           | 20–8 | 16–7          | 20–4          | 14–6          | 10–7 | 6–6           | 12–7          | 3–2           | 5 / 56               | 105–51               |  |  |  |
| Ranking di fine anno                            | Ranking di fine anno                            | 107           | 25            | 11   | 10            | 2             | 9             | 37   | 39            | 24            | 105           | Guadagno: $9,712,321 | Guadagno: $9,712,321 |  |  |  |